# Білоущенко Сергій Олександрович
Сергій Олександрович Білоущенко (16 вересня 1981, Чаплинка) — український академічний веслувальник, призер Олімпійських ігор, чемпіонатів світу та Європи, заслужений майстер спорту України з академічного веслування.

## Біографія
Почав займатися веслуванням з 1996 року. Першим тренером була Раїса Безсонова. Тренувався у Віталія Раєвського і Анатолія Шишканова.
Займався у спортивному клубі Українського Флоту. Член Миколаївської команди у складі збірної України.
Чемпіон трьох етапів Кубка Світу 2002 року, бронзовий призер етапу Кубка Світу 2003 року.
На Олімпіаді в Афінах здобув бронзову медаль у складі парної четвірки (Сергій Гринь, Сергій Білоущенко, Олег Ликов, Леонід Шапошніков).
На чемпіонаті світу 2006 у складі парної четвірки (Володимир Павловський, Дмитро Прокопенко, Сергій Білоущенко, Сергій Гринь) став срібним призером.
На пекінській Олімпіаді в складі четвірки (Сергій Гринь, Володимир Павловський, Олег Ликов, Сергій Білоущенко) посів 8 місце. У тому ж складі на чемпіонаті Європи 2008 українська четвірка зайняла призове третє місце.
На чемпіонаті Європи 2010 Білоущенко в складі четвірки (Володимир Павловський, Сергій Гринь, Сергій Білоущенко, Іван Довгодько) здобув бронзову медаль.
Завершив спортивну кар'єру 2016 року.
Закінчив Дніпропетровський державний інститут фізкультури і спорту.

## Державні нагороди
- Орден «За мужність» III ступеня.[2]